# Mephedrone
Mephedrone, còn được gọi là 4-methyl methcathinone (4-MMC) hoặc 4-methyl ephedrone, là một tổng hợp chất kích thích ma túy của lớp amphetamine và cathinone. Tên tiếng lóng bao gồm muối tắm, drone, M-CAT, White Magic  và meo meo. Nó tương tự về mặt hóa học với các hợp chất cathinone được tìm thấy trong cây khat ở miền đông châu Phi. Nó có dạng viên hoặc bột, người dùng có thể nuốt, khịt mũi hoặc tiêm, tạo ra các tác dụng tương tự như MDMA, amphetamine và cocaine.
Ngoài các tác dụng kích thích của nó, mephedrone tạo ra các tác dụng phụ, trong đó bruxism là phổ biến nhất. Chuyển hóa của mephedrone đã được nghiên cứu ở chuột và người và các chất chuyển hóa có thể được phát hiện trong nước tiểu sau khi sử dụng.
Mephedrone được tổng hợp lần đầu tiên vào năm 1929, nhưng không được biết đến rộng rãi cho đến khi nó được tái phát hiện vào năm 2003, tại thời điểm đó nó là hợp pháp để sản xuất và sở hữu ở nhiều quốc gia. Đến năm 2007, mephedrone được báo cáo là có sẵn để bán trên internet, đến năm 2008, các cơ quan thực thi pháp luật đã biết về hợp chất này và đến năm 2010, nó đã được báo cáo ở hầu hết châu Âu, trở nên đặc biệt phổ biến ở Vương quốc Anh. Mephedrone lần đầu tiên được coi là bất hợp pháp ở Israel vào năm 2008, sau đó là Thụy Điển vào cuối năm đó. Năm 2010, nó đã được coi là bất hợp pháp ở nhiều nước châu Âu và vào tháng 12 năm 2010, EU đã cai trị nó bất hợp pháp. Ở Úc, New Zealand và Hoa Kỳ, nó được coi là một chất tương tự của các loại thuốc bất hợp pháp khác và có thể được kiểm soát bởi các luật tương tự như Đạo luật Tương tự Liên bang Hoa Kỳ. Vào tháng 9 năm 2011, Hoa Kỳ tạm thời phân loại mephedrone là thuốc theo lịch trình I, có hiệu lực vào tháng 10 năm 2011. Việc phân loại này đã được thực hiện vĩnh viễn vào tháng 7 năm 2012 với việc thông qua Đạo luật phòng chống lạm dụng ma túy tổng hợp (SDAPA).

## Công dụng

### Giải trí
Người dùng đã báo cáo rằng mephedrone gây hưng phấn, kích thích, tăng cường đánh giá cao cho âm nhạc, tâm trạng cao, giảm sự thù địch, cải thiện chức năng tinh thần và kích thích tình dục nhẹ; những tác dụng này tương tự như tác dụng của cocaine, amphetamine và MDMA, và lượng thời gian khác nhau kéo dài tùy thuộc vào cách dùng thuốc. Trong số 70 người dùng mephedrone của Hà Lan, 58 người mô tả đây là một trải nghiệm thú vị và 12 người mô tả đây là một trải nghiệm khó chịu. Trong một cuộc khảo sát những người dùng ở Anh trước đây đã uống cocaine, hầu hết người dùng đều thấy nó tạo ra chất lượng tốt hơn và lâu dài hơn và ít gây nghiện hơn. Người dùng cũng được yêu cầu so sánh "rủi ro" và họ trả lời rằng nó bằng nhau. Một nghiên cứu về người dùng ở Bắc Ireland cho thấy họ không đánh đồng thực tế rằng mephedrone là hợp pháp với việc sử dụng nó an toàn. Điều này trái ngược với một nghiên cứu khác ở New Zealand, nơi những người sử dụng thuốc benzylpiperazine nghĩ rằng vì nó hợp pháp nên nó an toàn.

## Dược lý

### Dược lực học
Mephedrone là một chất giải phóng monoamin. Nó là một hợp chất chirus và cả hai chất đối kháng của nó thể hiện tiềm năng tương tự như chất nền tại các chất vận chuyển dopamine. R-Mephedrone ít mạnh hơn S-mephedrone như một chất nền tại các chất vận chuyển serotonin.
Oxy keto làm cho mephedrone ưa nước hơn so với methylamphetamine tương ứng, có thể chiếm liều cao hơn cần thiết để đạt được hiệu quả tương tự, vì mephedrone ít có khả năng vượt qua hàng rào máu não. :12 
Mephedrone thường được tiêu thụ với rượu. Một nghiên cứu trên chuột đã điều tra mối liên quan giữa hai chất này, tập trung vào các đặc tính kích thích tâm thần và bổ ích của mephedrone. Nó phát hiện ra rằng ở liều thấp (không kích thích) rượu làm tăng đáng kể tác dụng kích thích tâm thần của mephedrone. Tác dụng này được trung gian bởi sự gia tăng của dopamine synap, như haloperidol, nhưng không phải là ketanserin, có thể ngăn chặn sự tăng cường của rượu. Tương tự như vậy, các đặc tính bổ ích của mephedrone được tăng cường bằng một liều rượu không bổ ích thấp.

### Dược động học
Một số bài báo được xuất bản gần cuối năm 2011 đã kiểm tra tác dụng của mephedrone, so với các loại thuốc tương tự MDMA và amphetamine trong nhân accumbens của chuột, cũng như kiểm tra khả năng củng cố của mephedrone. Dopamine và serotonin được thu thập bằng cách sử dụng microdialysis, và sự gia tăng dopamine và serotonin được đo bằng HPLC. Phần thưởng và tìm kiếm thuốc có liên quan đến sự gia tăng nồng độ dopamine trong nhân accumbens, và thời gian bán hủy của thuốc cũng đóng vai trò trong việc tìm kiếm ma túy. Dựa trên kiểm tra mô học, hầu hết các đầu dò của tác giả đều nằm trong vỏ accumbens hạt nhân. Sử dụng Mephedrone gây ra sự gia tăng khoảng 500% dopamine và tăng khoảng 950% serotonin. Họ đã đạt được nồng độ cực đại của mình sau 40 phút và 20 phút, và trở về đường cơ sở sau 120 phút sau khi tiêm. So sánh, MDMA gây ra sự gia tăng khoảng 900% serotonin sau 40 phút, với sự gia tăng không đáng kể của dopamine. Sử dụng amphetamine dẫn đến tăng khoảng 400% dopamine, đạt cực đại sau 40 phút, với sự gia tăng không đáng kể của serotonin. Phân tích tỷ lệ AUC đối với dopamine (DA) và serotonin (5-HT) chỉ ra mephedrone được ưu tiên là một loại thuốc giảm serotonin, với tỷ lệ 1,22: 1 (serotonin so với dopamine). Ngoài ra, thời gian bán hủy cho việc giảm DA và 5-HT đã được tính cho mỗi loại thuốc. Mephedrone có tốc độ phân hủy lần lượt là 24,5 phút và 25,5 phút. MDMA có giá trị phân rã lần lượt là 302,5 phút và 47,9 phút, trong khi giá trị amphetamine lần lượt là 51 phút và 84,1 phút. Kết hợp lại với nhau, những phát hiện này cho thấy mephedrone gây ra sự gia tăng lớn ở cả DA và 5-HT, kết hợp với giải phóng mặt bằng nhanh chóng. Sự gia tăng nhanh chóng và giảm mức DA sau đó có thể giải thích một số tính chất gây nghiện mà mephedrone hiển thị ở một số người dùng.

#### Chuyển hóa
Dựa trên phân tích của chuột và nước tiểu người bằng sắc ký khí và quang phổ khối, mephedrone được cho là được chuyển hóa theo ba con đường pha 1. Nó có thể được khử nitrat thành amin chính (sản xuất các hợp chất 2, 3 và 5), nhóm ketone có thể bị khử (sản xuất 3) hoặc nhóm tolyl có thể bị oxy hóa (tạo ra 6). Cả năm và 6 được cho là được chuyển hóa thêm bằng cách kết hợp với các dẫn xuất glucuronide và sulfat. Kiến thức về các lộ trình chuyển hóa cơ bản nên cho phép lượng mephedrone được xác nhận bằng các xét nghiệm thuốc, cũng như xác định chính xác hơn các nguyên nhân gây ra tác dụng phụ và khả năng gây độc.

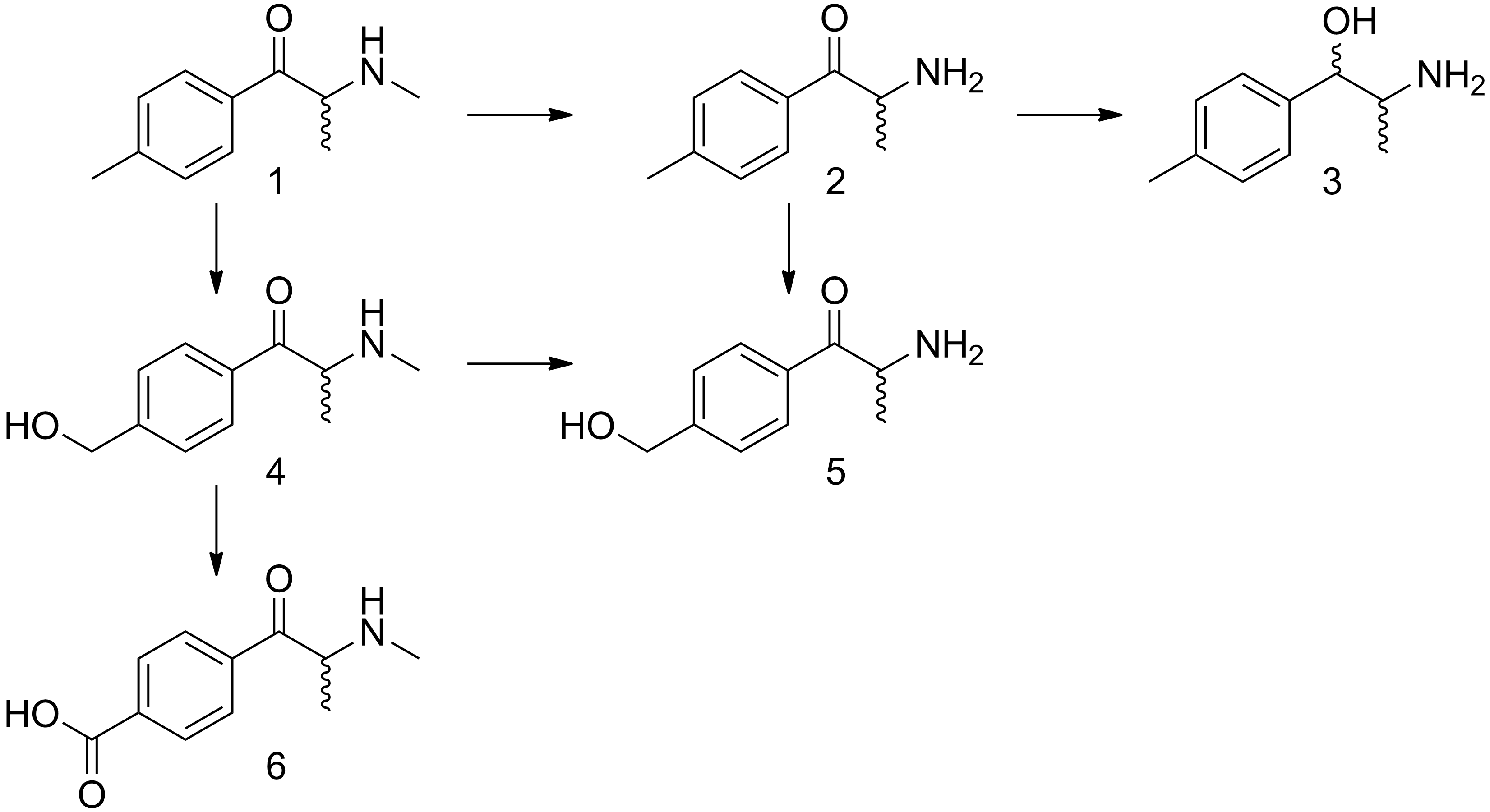
Đề án đề xuất chuyển hóa mephedrone (1) dựa trên phân tích nước tiểu của chuột và người

### Phát hiện trong dịch cơ thể
Mephedrone có thể được định lượng trong máu, huyết tương hoặc nước tiểu bằng phương pháp sắc ký khí khối phổ hoặc phương pháp sắc ký khối phổ sắc ký lỏng để xác định chẩn đoán ngộ độc ở bệnh nhân nhập viện hoặc để cung cấp bằng chứng trong điều tra tử vong do thuốc. Nồng độ mephedrone trong máu hoặc huyết tương dự kiến sẽ nằm trong khoảng 50-100 μg/l ở những người sử dụng thuốc giải trí,> 100 μg/l ở bệnh nhân say rượu và> 500 μg/l ở nạn nhân quá liều cấp tính.